# سيبونجيل ملامبو
سيبونجيل ملامبو، ممثلة زيمبابوية مقيمة في الولايات المتحدة. وهي معروفة ببطولتها في مسلسل تائهة في الفضاء من نتفلكس (مسلسل تلفزيوني إنتاج 2018)، والمسلسل التلفزيوني التاريخي للمغامرة الأشرعة السوداء وفي أفلام أخرى مثلː «عزيزي3» و الوجه الأخير. اشتهرت أيضًا بدورها باسم «تامورا مونرو» في مسلسل إم تي في التلفزيوني ذهب مراهق، ودور «دونا» في المسلسل التلفزيوني «صفارة إنذار فريفورم»، وقامت بأداء دور «ميلوسي» في لعبة يوبي سوفت واسمها توم كلانسيز رينبو سكس سايج.

## حياة سابقة
ولدت ملامبو في زيمبابوي ووالدها طبيب. لدى ملامبو أخت أكبر ممثلة أيضًا. غادرت ملامبو زيمبابوي في 2005 لمتابعة تعليمها في الولايات المتحدة وعاشت في تكساس ونيويورك وإسبانيا لفترة وجيزة. وفي عام 2011، كانت ملامبو تعيش في جنوب إفريقيا، وتعمل في جوهانسبرج وكيب تاون بجنوب أفريقيا. عاتد ملامبو لاحقًا إلى الولايات المتحدة، واستقرت في لوس أنجلوس.
درست ملامبو الفرنسية والإسبانية في جامعة الميثودية الجنوبية ولديها خلفية عن الرقص.

## حياتها المهنية

### كعارضة
كان ملامبو وجه حملات نيفيا في جميع أنحاء إفريقيا. وفي عام 2007، كانت ملامبو الملكة الثانية في مسابقة سيدة زيم-أمريكا لعام 2007.

### التمثيل
قامت بدور البطولة في دور إيمي في مسلسل الأشرعة السوداء التابع لشبكة ستارز ولعبت دور البطولة كواحدة من الشخصيات الأساسية، ودور إشاني في عزيزي 3 بجانب كاسي فينتورا وكيني ورمالد. كما لعبت دور البطولة في فيلم الوجه الأخير بدور أساتو، وكانت شقيقة تشادويك بوسمان «بيانكا» في الفيلم الطويل «رسالة من الملك».